# ورزشگاه جی‌تک کامیونیتی
ورزشگاه برنتفورد کامیونیتی که به دلایل تبلیغاتی با نام ورزشگاه جی‌تک کامیونیتی شناخته می‌شود، ورزشگاه فوتبالی در برنتفورد در غرب لندن است که میزبان باشگاه فوتبال برنتفورد در لیگ برتر انگلستان می‌باشد.
این ورزشگاه که در سال ۲۰۲۰ افتتاح شد، ظرفیتی معادل ۱۷٬۲۵۰ نفر دارد و برای برگزاری مسابقات فوتبال و راگبی مناسب است. ساخت آن بخشی از طرح بازسازی ناحیهٔ اطراف بود که شامل احداث خانه‌ها و فضاهای تجاری جدید نیز می‌شد. این ورزشگاه همچنین یکی از میزبانان جام ملت‌های اروپای ۲۰۲۲ زنان بود که در انگلستان برگزار شد.
بیشترین تعداد تماشاگر ثبت‌شده در این ورزشگاه، ۱۷٬۲۱۵ نفر در بازی بین برنتفورد و لیورپول در ۱۸ ژانویه ۲۰۲۵ بوده است.